# Ferdinandy Gejza-díj

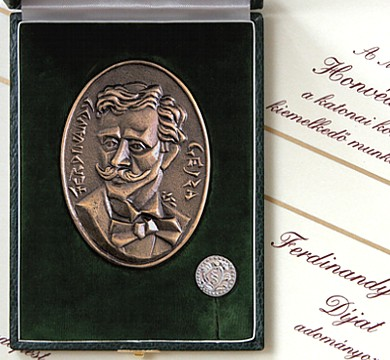
Ferdinandy Gejza-díj

A Ferdinandy Gejza-díj honvédelmi miniszteri rendelettel 1999-ben alapított állami elismerés.

## A díj odaítélése
A Ferdinandy Gejza-díjat a honvédelmi miniszter a katonai közigazgatásban tartósan végzett kiemelkedő munkásság, a honvédelmi igazgatás korszerűsítése érdekében kifejtett átlagon felüli teljesítmény elismerésére adományozza évente, augusztus 20-án, Magyarország állami ünnepén.
A díjazottak jogosultak a ,,Ferdinandy Gejza-díjas” cím használatára és az erre utaló miniatűr jelvény viselésére. (Ha a díj odaítélése és átadása közötti időben a kitüntetendő személy elhalálozik, a plakettet, az oklevelet és a díjjal járó pénzjutalmat házastársa vagy leszármazottja veheti át.)
A honvédelmi miniszter által alapítható és adományozható elismerésekről szóló mindenkori rendelet az összes díj éves kontingensét úgy határozza meg, hogy Ferdinandy Gejza-díjban évente gyakorlatilag 1-2 fő részesülhet.

## A díjak leírása és viselése
A díjakkal oklevél, plakett és anyagi elismerés jár. A pénzjutalom összege a Kossuth-díjjal járó pénzjutalom mindenkori összegének 20%-a.
- Plakett, álló ovális alakú, rajta a névadó arcmása és neve. Anyaga bronz, mérete 70x100 mm (alkotója ifj. Szlávics László).
- Kitűzője kerek, rajta a díjat megjelenítő motívumokkal, mérete 20 mm.

A miniatűr jelvényt a szolgálati, köznapi és ünnepi öltözet esetén a zubbony jobb oldalán, a zsebtakaró felett kell viselni.

## Díjazottak
- 2000 – Dr. Fehér József
- 2001 – Dr. Székely Sándor ny. ezredes
- 2002 – Dr. Abonyi Mátyás ny. ezredes
- 2003 – Dr. Kovács István ezredes
- 2003 – Szombat István ezredes
- 2004 – Dr. Kecskés Lajos ny. ezredes
- 2004 – Székely Sándor ezredes
- 2005 – Both István ny. ezredes
- 2005 – Dr. Olajos Zoltán ezredes
- 2006 – Dr. József Péter
- 2006 – Dr. Lakatos László mérnök vezérőrnagy
- 2007 – Dr. Szűcs Lajos ezredes
- 2007 – Dr. Till Szabolcs ezredes
- 2008 – Dr. Tóth Elek ny. ezredes
- 2008 – Dr. Urbán Géza ny. dandártábornok
- 2008 – Wapplerné dr. Balogh Ágnes
- 2009 – Myszoglád Róbert ezredes

## Külső hivatkozás
- 16/1999. (X. 27.) és 27/2002. (IV. 17.) HM rendeletek
- PIM
- Honvédelem Online